# Holger Rosenberg
Holger Adolf Christian Engfred Rosenberg, född 2 maj 1869 i Hillerød, död 17 februari 1960 på Frederiksberg, var en dansk journalist och globetrotter.

## Typograf och journalist
Rosenberg var utbildad typograf och sedan ansvarig för tryckning av moderns tidning i Grenå, men han tog ej över tidningen. 1890-1896 var han faktor och redaktör för vänstertidningen Svendborg Amts Folkeblad. Åren 1896-1897 reste han på Balkan och i Mellanöstern, varifrån han skrev resebrev till en rad danska tidningar och rapporterade från de första moderna Olympiska spelen i Aten. Därefter arbetade han för politikern P.A. Albertis tidning Dannebrog tills tidningen lades ned efter avslöjandet av Albertis bedrägeri 1909. Samtidigt var han korrespondent för Morgenbladet i Kristiania och Aftonbladet i Stockholm.

## Tidiga resor
- Thailand 1899-1900
- Sibirien från väst till öst 1902
- Japan Kina och Sydkorea 1903
- USA Mexiko USA och Västindien 1904
- Färöarna och Island 1907 - korrespondent i Fredrik VIII:s och 40 parlamentsledamöters besök till öarna i Nordatlanten.
- Burma och Kina 1908-09, där Rosenberg vandrade 2500 km från den burmesiska gränsen till Yangtze-kiang och seglade nedför floden till Shanghai, varefter han fortsatte till Peking, Muckdan, Korea och Japan.
- Panama 1913 - reportageresa omkring Panamakanalens slutförande.

## Familiejournalen
Rosenberg hade varit frilansare för Familiejournalen från 1909 och blev permanent anställd 1913 av förläggaren Carl Aller, som sedan finansierade alla Rosenbergs långresor. Han var knuten till tidningen som ambulerande korrespondent till 1941, då Hakon Mielche tog över.

## Föreläsare
Under första världskriget och mellan sina resor turnerade Rosenberg som en av Danmarks första professionella föreläsare och visade skioptikonbilder om sina upplevelser. Han var känd som en livlig berättare och lockade en stor publik.

## Resor under mellankrigstiden
- Sydamerika 1921
- Egypten 1923
- Ekvatorialafrika 1927-1928 (vandring längs samma rutt som Henry Stanley 50 år tidigare)
- Egypten, och Brittiska Palestinamandatet 1928-1929
- Indien, 1929-1930
- Afrika från Kairo till Godahoppsudden 1931-1932
- Tahiti där han bodde i en månad hos polynesier 1934-1935
- Sydamerika från Amazonfloden till Titicacasjön och ut ur munnen 1938-1939

## Uppdrag
- Vicepresident för Danmark i världspressens parlament vid OS i St. Louis 1904
- Medlem i Journalistförbundets styrelse 1905-08 och 1921-33 av kontrollförordningsrådet.
- Grundare av den danska grenen av Adventures Club, ordförande år 1942 och hedersmedlem 1948.

## Böcker i urval
- Siam och danskar i de vita elefanters land, 1900
- Den nya Sibirien, 1904
- Den nya Afrika, 1944